# 櫛引パーキングエリア

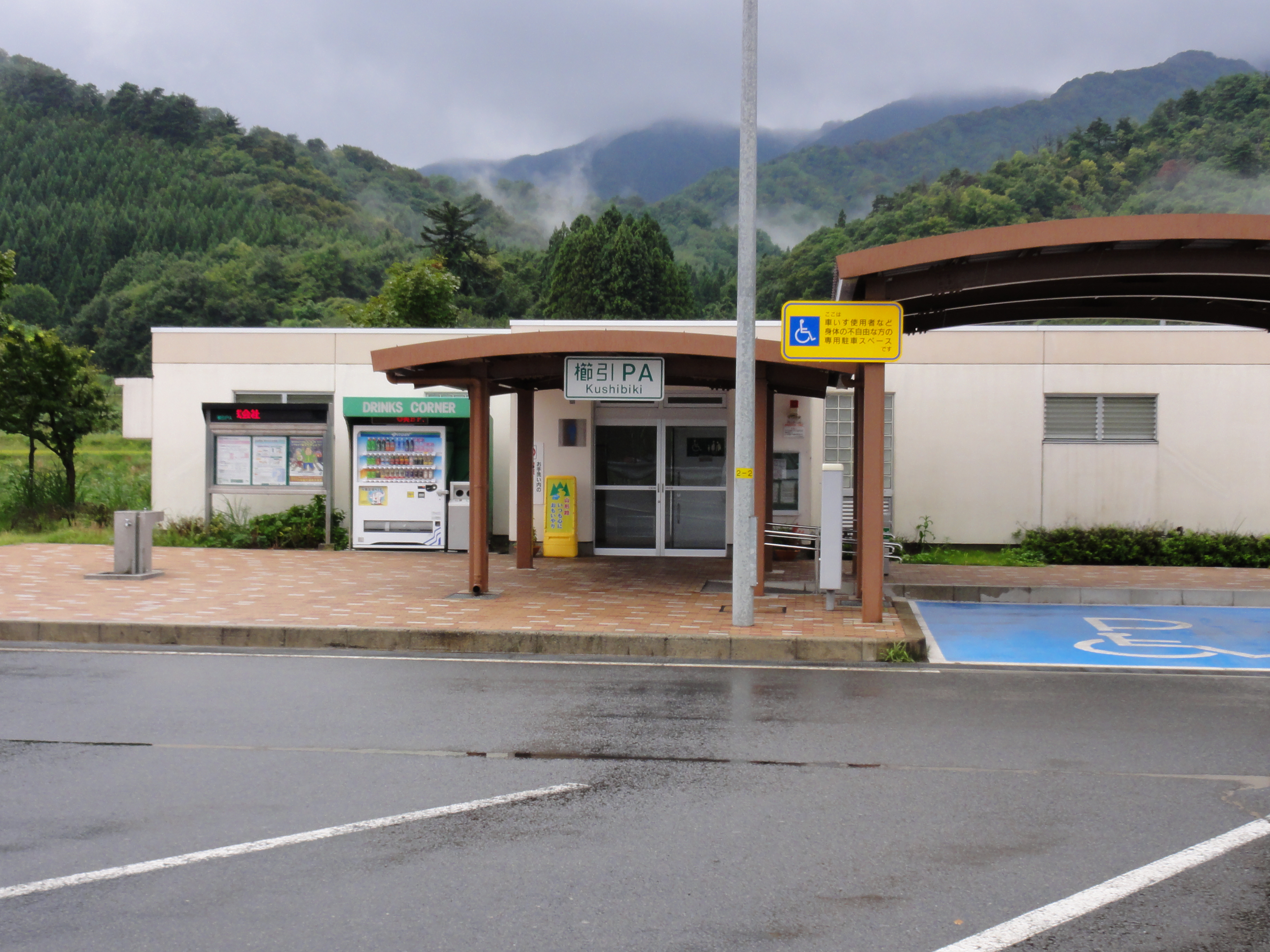
櫛引パーキングエリア（下り）

櫛引パーキングエリア（くしびきパーキングエリア）は、山形県鶴岡市にある山形自動車道のパーキングエリアである。

## 施設
上り線には第三セクター「株式会社くしびきふるさと振興公社」が運営するハイウェイオアシス「地域ふれあいセンター」がある。下り線施設はハイウェイオアシス「生き活きべんとう村」とトイレと自動販売機が設置されている。

### 上り線（山形・仙台方面）
ドッグランはないが、イヌと散歩できる緑地がある。隣接する観光農園「くしびき観光果樹園」（2002年〔平成14年〕6月開業）では、季節に合わせてサクランボやブドウなどの果物狩りができる。
- 駐車場[5]
  - 大型：8台
  - 小型：14台
  - 身障者用
    - 小型：1台
- トイレ[5]
  - 男性：大2（和式0・洋式2）・小5
  - 女性：7（和式0・洋式7）
  - 同伴の男児用1
  - 身障者用（オストメイト対応）[6]
    - 共用：1
- ショッピング（8:30 - 17:00）[1]
- スナックコーナー（8:30 - 17:00）[1]
- ハイウェイオアシス（くしびき観光果樹園）[1]
- 自動販売機[1]
- 給電スタンド（24時間）

### 下り線（鶴岡・酒田方面）
- 駐車場[7]
  - 大型：7台
  - 小型：10台
- トイレ[7]
  - 男性：大2（和式０・洋式2）・小5
  - 女性：7（和式0・洋式7）
  - 同伴の男児用1
  - 身障者用（オストメイト対応）[6]
    - 共用：1
- 自動販売機（24時間）[7]
- 給電スタンド（24時間）

## 生き活きべんとう村
生き活きべんとう村（いきいきべんとうむら）は、本パーキングエリアの西側（下り線施設側）にある鶴岡市の設置した森林公園であり、パーキングエリアから歩いていくことができる。1994年（平成6年）に当時の櫛引町が整備した。約15.2ヘクタールの園内は11のエリアに分割され、そのうちの天望の森からは庄内平野を一望することができる。
公園名の「生き活きべんとう村」は、「おいしく弁当を食べられる施設」・「自然と触れ合うことで生きる活力がみなぎる施設」になるよう願いを込めて命名された。四季を通してミズバショウなどの花や山野草などを見ることができ、遠足や山菜取りなどで訪れる人がいる。（冬季は積雪により利用ができないことがある。）2016年（平成28年）、長井市から譲り受けたハナショウブ約150株を地元自治会が植栽し、荒廃したあやめ園の再生が進められている。なお園内に弁当などの物販施設や飲食店はない。

## 隣
E48 山形自動車道
(10)湯殿山IC - (11)庄内あさひIC - 櫛引PA - (12)鶴岡IC/鶴岡本線料金所 - (17)鶴岡JCT